# Frisanco
Frisanco (friuli nyelven Frisanc) település Olaszországban, Friuli-Venezia Giulia régióban, Pordenone megyében. Lakosainak száma 572 fő (2023. január 1.). Frisanco Barcis, Cavasso Nuovo, Fanna, Meduno, Tramonti di Sotto, Andreis, Claut, Maniago és Tramonti di Sopra községekkel határos.

## Népesség
A település lakossága az elmúlt években az alábbi módon változott:
| Lakosok száma | 597  | 600  | 572  |
|               | 2017 | 2018 | 2023 |